# Lazu (okręg Mehedinți)
Lazu – wieś w Rumunii, w okręgu Mehedinți, w gminie Malovăț. W 2011 roku liczyła 114 mieszkańców.